# Liste der deutschen Botschafter in Jemen
Die Liste der deutschen Botschafter in Jemen enthält alle Botschafter der Deutschland und der Deutschen Demokratischen Republik im Jemen. Aufgrund der Sicherheitslage in der Republik Jemen ist die Deutsche Botschaft seit 2015 bis auf weiteres geschlossen und arbeitet von der deutschen Botschaft in Amman aus.

## Bundesrepublik Deutschland

### Nordjemen und Jemen (bis 1962 Königreich Jemen, 1962 bis 1990 Jemenitische Arabische Republik, seit 1990 Republik Jemen)
Bis 1960 wurde der Jemen diplomatisch von der deutschen Botschaft in Ägypten mit betreut. Die verantwortlichen Gesandten in Kairo waren Günther Pawelke, Rudolf Holzhausen, Walter Becker und Walter Weber.
| Name                      | Amtszeit  |
| ------------------------- | --------- |
| Willi Georg Steffen       | 1960–1964 |
| Hans Alfred Steger        | 1964–1965 |
| Heinrich Friedrich Landau | 1965–1969 |
| Alfred Vestring           | 1969–1971 |
| Günter Held               | 1972–1976 |
| Wolf-Dietrich Schilling   | 1979–1983 |
| Peter Metzger             | 1983–1986 |
| Heinrich Reiners          | 1986–1990 |
| Kurt Messer               | 1990–1994 |
| Helga von Strachwitz      | 1994–1999 |
| Werner Zimprich           | 1999–2003 |
| Frank Marcus Mann         | 2003–2007 |
| Michael Klor-Berchtold    | 2007–2011 |
| Holger Green              | 2011–2013 |
| Carola Müller-Holtkemper  | 2013–2014 |
| Walter Haßmann            | 2014–2015 |
| Andreas Kindl             | 2015–2017 |
| Hansjörg Haber            | 2017–2018 |
| Carola Müller-Holtkemper  | 2018–2021 |
| Hubert Jäger              | seit 2021 |

### Südjemen (1967 bis 1970 Volksrepublik Südjemen, 1970 bis 1990 Volksdemokratische Republik Jemen)
| Name          | Amtszeit  | Anmerkungen                                            |
| ------------- | --------- | ------------------------------------------------------ |
| Alfons Böcker | 1967–1969 | Botschafter (zuvor seit 1966 Konsul I. Klasse in Aden) |

Als Konsequenz aus der Hallstein-Doktrin wurde die Botschaft in Aden 1969 auf den Vorschlag von Außenminister Willy Brandt und Beschluss des Bundeskabinetts hin geschlossen.

## Deutsche Demokratische Republik

### Nordjemen (bis 1962 Königreich Jemen, 1962 bis 1990 Jemenitische Arabische Republik)
Das Generalkonsulat in der Jemenitischen Arabischen Republik wurde Ende 1972 in eine Botschaft umgewandelt.
| Name                   | Amtszeit  | Anmerkungen                             |
| ---------------------- | --------- | --------------------------------------- |
| Hans Held              | 1958–1962 | Konsul, Lt. d. Handelsvertretung        |
| Hans-Joachim Friedrich | 1962–1964 | Generalkonsul, Lt. d. Generalkonsulates |
| Hans-Jürgen Weitz      | 1964–1966 | Generalkonsul aus Kairo/Ägypten         |
| Klaus Goldenbaum       | 1966–1969 | Generalkonsul, Lt. d. Generalkonsulates |
| Günther Doberenz       | 1969–1972 | Generalkonsul, Lt. d. Generalkonsulates |
| Heinz Bürgel           | 1973–1975 | Botschafter                             |
| Lothar Eichelkraut     | 1975–1978 | Botschafter                             |
| Walter Issleib         | 1978–1980 | Botschafter                             |
| Werner Kempe           | 1980–1983 | Botschafter                             |
| Lothar Eichelkraut     | 1983–1987 | Botschafter                             |
| Walter Schmidt         | 1987–1990 | Botschafter                             |

### Südjemen (1967 bis 1970 Volksrepublik Südjemen, 1970 bis 1990 Volksdemokratische Republik Jemen)
| Name                   | Amtszeit  | Anmerkungen                             |
| ---------------------- | --------- | --------------------------------------- |
| Karl Wildau            | 1968–1969 | Generalkonsul, Lt. d. Generalkonsulates |
| Karl Wildau            | 1969–1972 | Botschafter                             |
| Günther Scharfenberg   | 1972–1978 | Botschafter                             |
| Ernst-Peter Rabenhorst | 1978–1981 | Botschafter                             |
| Reiner Neumann         | 1981–1986 | Botschafter                             |
| Freimut Seidel         | 1986–1989 | Botschafter                             |
| Werner Sittig          | 1989–1990 | Botschafter                             |

## Weblink
- Deutsche Botschaft Sanaa